# محوطه آبگرم ورامین
محوطه آبگرم ورامین مربوط به دوران پیش از تاریخ ایران باستان است و در شهرستان جیرفت، بخش مرکزی، روستای آبگرم کساله واقع شده و این اثر در تاریخ ۱۱ دی ۱۳۸۰ با شمارهٔ ثبت ۴۵۸۶ به‌عنوان یکی از آثار ملی ایران به ثبت رسیده است.